# Teoría de la elección racional
La teoría de la elección racional, también conocida como teoría de la acción racional es un marco teórico propio de la ciencia política y la economía que es utilizado para entender y modelar formalmente el comportamiento social y económico. Es la principal corriente teórica en la microeconomía y supone que el individuo o agente tiende a maximizar su utilidad-beneficio y a reducir los costos o riesgos. Los individuos prefieren más de lo bueno y menos de lo que les cause mal.
La teoría es utilizada en las ciencias políticas para interpretar los fenómenos políticos a partir de supuestos básicos que derivan de principios de la economía: el comportamiento de los individuos en el sistema político es similar al de los agentes en el mercado, siempre tienden a maximizar su utilidad o beneficio y a reducir los costos o riesgos. Esta racionalidad tiene que ver con una cierta intuición que lleva a los individuos a optimizar y mejorar sus condiciones.
El  actor individual es la unidad de análisis de esta teoría. Se asume que todos los individuos son egoístas, y todo individuo tiene la capacidad racional, el tiempo y la independencia emocional necesarias para elegir la mejor línea de conducta desde su punto de vista. Por tanto, todo individuo se guía racionalmente por su interés personal, independientemente de la complejidad de la elección que deba tomar. Esto no implica necesariamente que estos supuestos sean ciertos, es decir, que los individuos reales se comporten de esa manera en todo y cada momento. Pero se supone que se puede explicar el comportamiento observado en un agregado, como un mercado, si suponemos que así es, tal y como sugieren Gary S. Becker o Milton Friedman.
Esta corriente también tiene su origen en la sociología comprensiva de Max Weber. Para este autor, el estudio de la sociedad exige la construcción de "tipos ideales", es decir, unos modelos teóricos que no son necesariamente ciertos, pero que recogen los rasgos fundamentales del problema que se desea estudiar. La elección racional sería un tipo ideal en este sentido, debido a que si entendemos que lo que realiza un agente es racional, ya es suficiente para explicar su acción. Pero para ello es necesario que identifiquemos cuáles son los fines que pretende el agente, y cuáles son los medios que considera válidos para alcanzar tales fines. Esto aparta la sociología comprensiva de las teorías más economicistas de la elección racional, que suponen que tanto los medios como los fines son universales, y que las acciones varían debido a variaciones en el capital.
Anthony Downs fue el pionero en la aplicación de los criterios económicos al comportamiento electoral. Otros autores que impulsaron esta corriente dentro de la ciencia política moderna fueron Mancur Olson, Kenneth Arrow, James M. Buchanan, Raymond Aron, Gordon Tullock y William Ricker. El marxismo analítico, a través de autores como John Roemer o Jon Elster, se ha esforzado por compatibilizar el marxismo con la elección racional. 
La teoría de la elección racional comparte una serie de supuestos y aproximaciones del individualismo metodológico como la teoría de la elección pública.

## Crítica
La teoría de la elección racional ha sido puesta en entredicho por muchos autores, como Amartya Sen quien en Los Tontos Racionales: Una crítica sobre los fundamentos conductistas de la teoría económica, sostiene que los principios de ese homo oeconomicus, son los de un imbécil social, un tonto sin sentimientos que es un ente ficticio sin moral, dignidad, inquietudes ni compromisos. Charles Tilly y Sidney Tarrow la vieron junto a su variante, la lógica de la acción colectiva de Mancur Olson, como ineficaz para los estudios de acción colectiva. Mario Bunge dice de ella que es irrealista y conceptualmente borrosa. Otros autores como Derrida, Geertz o Schütz también la han criticado.
Desde el irracionalismo, el existencialismo y la fenomenología se ha declarado que los seres humanos no se comportan siempre de manera racional. De hecho el concepto de la racionalidad se ha cuestionado, pues la racionalidad del investigador no tiene por qué ser la misma que la de los individuos a analizar.
El uso de la Teoría de la elección racional en el campo económico ha sido discutido. A continuación se expone una breve crítica a la teoría de la elección racional usada desde la economía, entendiendo que ésta, la teoría de la elección racional, es propiamente un teoría sociológica, no económica. Es la psicología, la psiquiatría y demás ciencias o teorías de la salud mental las que determinan qué es un comportamiento racional, la economía no está capacitada para determinarlo, por lo tanto y al no poseer categorías diagnósticas para normar la salud mental y el comportamiento racional, no podría establecer qué significa actuar racionalmente, un adicto por ejemplo elegirá siempre de forma contraria a esta ley, pero la adicción es un diagnóstico que se le escapa a las teorías económicas puesto que no tienen delimitados conceptos básicos de psicopatología y salud mental. Sin embargo, su explicación reside en la base que une las teorías económicas con los conceptos de psicopatología y salud mental, la psicología y la neurología. El ser humano posee una serie de glándulas neuronales que generan neurotransmisores como la dopamina y las endorfinas encargadas de producir las sensaciones de bienestar y satisfacción. Al activarse estas tras recibir un estímulo positivo, resultado de haber obtenido un beneficio endógeno, se produce una búsqueda constante de la obtención del beneficio, lo que genera este tipo de conductas en la gente[cita requerida] principalmente cuando se implanta un sistema de gobierno que mediante la industria cultural busca fomentarlas para su propio beneficio.[cita requerida]